# Payena dantung
Payena dantung är en tvåhjärtbladig växtart som beskrevs av Herman Johannes Lam. Payena dantung ingår i släktet Payena och familjen Sapotaceae.
Artens utbredningsområde är Sumatera. Inga underarter finns listade i Catalogue of Life.